# Романчук Алла Іллівна
Алла Іллівна Романчук (рос. Романчук, Алла Ильинична, нар. 1942 р.) — історик, археолог, професор, доктор історичних наук, з 1996 року академік Академії гуманітарних наук, автор кількох монографій та понад 160 публікацій у реферованих наукових журналах, опублікованих як у Росії, так і за кордоном, у тому числі в Західній Європі і США. Алла Романчук належить до Уральської школи візантології, є неодноразовим учасником конгресів, конференцій з християнської археології та візантійської кераміки.

## Життєпис
Народилася у 1942 році в Маріїнську (Кемеровська область). У 1962—1967 роках навчалася на історичному факультеті Уральського державного університету. У 1969—2000 роках була керівником Кримської археологічної експедиції УрДУ, під її керівництвом експедиція вела розкопки в Херсонесі Таврійському і його околицях.
У 1972 році після закінчення аспірантури під керівництвом професора Михайла Яковича Сюзюмова захистила кандидатську дисертацію «Візантійське провінційне місто в період темних віків». У 1978 році отримала вчене звання доцента кафедри історії стародавнього світу та середніх віків УрДУ. Захистила докторську дисертацію за темою «Топографія візантійського міста як джерело (на матеріалах візантійського Херсона)» в 1991 році.
У 1991—2001 роках завідувала кафедрою археології Уральського державного університету. 1992-го була затверджена у вченому званні професора. Виступала з лекційними курсами перед студентами університетів Майнца та Лейпцига (Німеччина), аспірантами та бакалаврами Софійського університету (Болгарія). У 1995 році була координатором проекту «Розвиток візантиністики і візантійської міської археології в Уральському університеті» в рамках європейської програми «TEMPUS TACIS».
Лауреат Макаріївської премії (2009 рік).
У центрі наукових інтересів Романчук лежать проблеми розвитку візантійського провінційного міста. На матеріалах розкопок Херсонеса Романчук показані особливості формування культурного шару в багатошарових пам'яток, специфіка розвитку візантійського міста в період «темних віків» (VII-IX ст.).

## Праці
- Херсонес VI — первой половины IX в. — Свердловск, 1976. — 48 с.
- Херсонес XII—XIV вв.: Историческая топография. — Красноярск, 1986. — 194 с.
- Возрождение античного города: Очерк истории изучения. — Свердловск: Изд-во Уральского университета, 1991.
- Были и легенды Херсонеса. Симферополь, 1996.
- Человек и общества античности. — Екатеринбург: Изд-во Уральского университета, 1997. — С. 114.
- Очерки истории и археологии византийского Херсона. — Екатеринбург: Изд-во Уральского университета, 2000. — 390 с. ISBN 5-7996-0070-3
- Глазурованная посуда поздневизантийского Херсона. — Екатеринбург: Изд-во Уральского университета, 2003. — 454 с.
- Строительные материалы византийского Херсона. — Екатеринбург: Изд-во Уральского университета, 2004. — 238 с.
- Результаты применения разведочной аэрофотосъемки западной части городища Херсонеса Таврического в 2005 г.: науч. доклад/ А. И. Романчук, В. А. Филиппов. — Тюмень: Изд-во ТюмГУ, 2005. — 36 с.
- Исследования Херсонеса-Херсона. Раскопки. Гипотезы. Проблемы. Часть 2. Византийский город. Екатеринбург, 2007. — 664 с.

- Романчук А. И., Сазанов А. В. Средневековый Херсон: Краснолаковая керамика ранневизантийского Херсона. — Свердловск: Изд-во Уральского университета, 1991. — 80 с.
- Романчук А. И., Сазанов А. В., Седикова Л. В. Амфоры из комплексов византийского Херсона. — Екатеринбург: Изд-во Уральского университета, 1995. — 170 с.
- Шандровская В. С., Романчук А. И. Введение в византийскую археологию и сфрагистику. Екатеринбург: Изд-во Уральского университета, 1995. — 110 с.